# Buchhalter
Buchhalter ist eine Berufsbezeichnung für in der Buchhaltung tätige Personen. Buchhalter können ihre Aufgaben im Rahmen eines Angestelltenverhältnisses z. B. in einer Steuerberatungskanzlei oder größeren Industrie- oder Gewerbebetrieben, aber auch selbständig ausüben. Die dafür notwendigen Ausbildungen und Voraussetzungen sind national unterschiedlich geregelt. Für spezialisierte Buchhalter gibt es eigene Berufsbezeichnungen wie Anlagen-, Bilanz- oder Lohnbuchhalter.

## Tätigkeitsbeschreibung
Buchhalter geben in der Geschäftsbuchhaltung die beim geschäftlichen Verkehr eines Unternehmens anfallenden Daten finanzieller Geschäftsvorfälle in die Geschäftsbücher ein, prüfen diese und führen am Ende einer Rechnungsperiode in der Finanzbuchhaltung vorbereitende Tätigkeiten zum Jahresabschluss durch. Bilanzbuchhalter erstellen den Jahresabschluss.
Zusätzlich zu der Bearbeitung der Transaktionen von Kunden (Debitorenbuchhaltung) und Lieferanten (Kreditorenbuchhaltung) fallen Aufgaben wie das Verfassen von Steuererklärungen, Lohnabrechnungen und eventuell auch Verzollungserklärungen an. Die dem Unternehmen dienenden langlebigen Wirtschaftsgüter werden in einer Anlagenbuchhaltung erfasst. Die Buchhaltung liefert das Zahlenwerk und somit die Arbeitsgrundlage für das Controlling und stellt Informationen für die Geschäftsleitung bereit.
Buchungen und Jahresabschlüsse, die von Buchhaltern vorgenommen wurden, werden unter Umständen von Revisoren geprüft. Dies können, je nach Betriebsgröße und interner Organisation, externe Revisoren wie Wirtschaftsprüfer, Steuerberater bzw. vereidigte Buchprüfer oder auch eine interne Revisionsabteilung sein.

## Nationales

### Deutschland
Buchhalter sind in Deutschland in der Regel als kaufmännische Angestellte tätig, dafür ist meist eine erfolgreich abgeschlossene kaufmännische Berufsausbildung Voraussetzung. Buchhalter ist hier ohne weitere Zusätze keine geschützte Berufsbezeichnung, allerdings existiert eine berufliche Weiterbildung mit dem öffentlich-rechtlich anerkannten Abschluss Geprüfter Bilanzbuchhalter.
Selbständige Buchhalter sind berechtigt, laufende Geschäftsvorfälle zu kontieren und zu buchen sowie die laufende Lohnabrechnung samt Lohnsteueranmeldung durchzuführen. Die restlichen Buchhaltungsaufgaben sind den Steuerberatern vorbehalten.

### Österreich

#### Ausbildung und Berufszugang
In Österreich sind Buchhalter in einem Angestelltenverhältnis oder selbständig tätig. Die Ausbildung zum Buchhalter kann als Lehre (Lehrberuf Finanz- und Rechnungswesenassistent), im Rahmen der fünfjährigen Handelsakademie, bei den Erwachsenenbildungseinrichtungen der Arbeiter- und Wirtschaftskammer (BFI und WIFI) oder bei der Akademie der Steuerberater und Wirtschaftsprüfer absolviert werden. Diese Erwachsenenbildungseinrichtungen bieten auch Fortbildungen zum Bilanzbuchhalter oder ergänzende Ausbildungen zum Personalverrechner an.
Der Zugang zur selbständigen Tätigkeit ist im Bilanzbuchhaltungsgesetz 2014 geregelt; es gibt die selbständigen Berufe Bilanzbuchhalter, Buchhalter und Personalverrechner. Selbständige Bilanzbuchhalter sind unter anderem zur Führung der Geschäftsbuchhaltung einschließlich der Lohnverrechnung, Erstellung der Jahresabschlüsse und Abgabe von Umsatzsteuervoranmeldungen berechtigt. Selbständige Buchhalter beziehungsweise Personalverrechner haben einen eingeschränkten Berechtigungsumfang. Für die Ausübung der selbständigen Tätigkeit ist – nach Erfüllung der gesetzlichen Zugangsvoraussetzungen – eine öffentliche Bestellung durch die Bilanzbuchhaltungsbehörde erforderlich.
Die unselbständige Ausübung dieser Berufe und Führung dieser Berufsbezeichnungen ist an keine besonderen gesetzlichen Vorschriften gebunden.

#### Historisches
Vormals konnte man die Berufe des gewerblichen Buchhalters (Rechtsgrundlage: Gewerbeordnung 1994) und des selbständigen Buchhalters (Rechtsgrundlage: Wirtschaftstreuhandberufsgesetz) aufnehmen. Ersterer gehörte der Wirtschaftskammer, zweiterer der Kammer der Wirtschaftstreuhänder an. Beide Berufsstände wurden 1999 anlässlich der EU-rechtlich bedenklichen Rechtslage eingeführt, nach der ausschließlich Wirtschaftstreuhänder zur Buchführung für Dritte berechtigt waren – in den meisten EU-Ländern ist das ein freies Gewerbe.
Per 1. Jänner 2007 wurden die drei sogenannten Bilanzbuchhaltungsberufe Bilanzbuchhalter, Buchhalter und Personalverrechner durch das Bilanzbuchhaltungsgesetz 2006 eingeführt. Die Berufsberechtigten der neuen Berufe konnten ihre Kammerzugehörigkeit auswählen und jährlich wechseln. Die neuen Bilanzbuchhalter besaßen alle Rechte der bisherigen gewerblichen und selbständigen Buchhalter und verfügten über erweiterte Berufs- und Vertretungsrechte. Die Möglichkeit zur Aufnahme der Berufe gewerblicher und selbständiger Buchhalter endete Ende Juni 2008; Berufsberechtigte konnten sich bei Nachweis entsprechender Ausbildung oder Prüfung bis Ende 2007 mit erleichterten Übergangsbestimmungen zum Bilanzbuchhalter bestellen lassen.
Ende 2012 endete das Wahlrecht betreffend Kammerzugehörigkeit; seitdem gehören alle Ausübenden von Bilanzbuchhaltungsberufen der Wirtschaftskammer an.
Per 1. Jänner 2014 ist das neue Bilanzbuchhaltungsgesetz 2014 anstelle des Bilanzbuchhaltungsgesetzes 2006 in Kraft getreten.
Der Fachverband Unternehmensberatung, Buchhaltung und Informationstechnologie der Wirtschaftskammer verzeichnete im Jahr 2022 insgesamt 5.411 aktive Berufsgruppenmitglieder in der Berufsgruppe „Buchhaltung“, die selbständig einen Bilanzbuchhaltungsberuf ausüben.

### Schweiz
Die praktisch tätigen Fachleute des Rechnungswesens werden in der Schweiz berufsbegleitend (höhere Berufsbildung) und normalerweise nicht – wie in anderen Ländern üblich – an der Hochschule ausgebildet. Ausbildung und Prüfung sind praxisorientiert und stärker spezialisiert als eine vergleichbare Hochschulausbildung. Die Prüfung hat sich aus der Meisterprüfung entwickelt. Die Diplom-Buchhalterprüfung wurde vom KV Schweiz 1909 das erste Mal durchgeführt. 1934 erhielt sie mit dem neuen schweizerischen Berufsbildungsgesetz die staatliche Anerkennung.
Mit dem Bilanzbuchhalter vergleichbar ist der Inhaber des eidgenössischen Fachausweises im Finanz- und Rechnungswesen. Den Fachausweis erlangt man in der Regel nach einer fachspezifischen, berufsbegleitenden Weiterbildung über fünf Semester und der abschließenden Berufsprüfung. Nach weiteren fünf Semestern kann die höhere Fachprüfung abgelegt werden, mit der das Eidgenössische Diplom zum diplomierten Experten in Rechnungslegung und Controlling erlangt wird. Träger der Ausbildung und Prüfung ist der VEB Schweiz zusammen mit dem KV Schweiz und dem Bund.
Die eidgenössische Berufsprüfung und die höhere Fachprüfung sind staatlich reglementiert und gehören zur höheren Berufsbildung, die zusammen mit den Hochschulen die Tertiärstufe des schweizerischen Bildungswesens darstellt. Die Berufsbezeichnungen sind gesetzlich geschützt und anerkannte Abschlüsse mit gutem Ruf. Während Fachausweisinhaber häufig höher qualifizierte Aufgaben in der Sachbearbeitung des Rechnungswesens (wie beispielsweise die Vorbereitung des Jahresabschlusses) übernehmen, werden aus den diplomierten Experten überwiegend (Nachwuchs-)Führungskräfte für das Finanzwesen rekrutiert.